# 卡斯特羅山
卡斯特羅山（英語：Mount Castro），是南極洲的山峰，位於帕爾默地，處於吉爾伯特山東南面9公里的塞勒冰川北岸，海拔高度1,630米，英國研究隊在1937年拍攝空中照片，現時由南極條約體系管理。